# Luis Martínez Noval
Luis Martínez Noval (ur. 3 lipca 1948 w Infiesto w gminie Piloña, zm. 30 marca 2013 w Oviedo) – hiszpański polityk, ekonomista i nauczyciel akademicki, parlamentarzysta, minister pracy i ochrony socjalnej (1990–1993).

## Życiorys
Z wykształcenia ekonomista, absolwent Universidad de Oviedo. Pracował jako ekonomista w izbie handlowej w Oviedo, następnie jako wykładowca teorii ekonomii na macierzystej uczelni.
Od 1977 był członkiem Hiszpańskiej Socjalistycznej Partii Robotniczej (PSOE). Zasiadał we władzach federalnych tego ugrupowania, a od 1988 do 2000 pełnił funkcję jej sekretarza generalnego w Asturii. W latach 1982–2001 sprawował mandat posła do Kongresu Deputowanych II, III, IV, V, VI i VII kadencji. Od maja 1990 do lipca 1993 zajmował stanowisko ministra pracy i ochrony socjalnej w trzecim rządzie Felipe Gonzáleza. W 2001 został członkiem hiszpańskiego Trybunału Obrachunkowego.